# Palaearctonyx
Palaearctonyx — вимерлий рід хижоподібних ссавців з родини міацид, який населяв Північну Америку протягом еоцену, живучи від 50.3 до 46.2 млн років. 